# 海軍教育本部
海軍教育本部（かいぐんきょういくほんぶ、旧字体：海󠄀軍敎育本部）は、旧日本海軍の組織の一つで、海軍省の外局。海軍教育の統一運用と進歩改善を任務とした。

## 沿革
1900年（明治33年）5月20日、海軍教育本部条例（明治33年5月19日勅令第195号）により東京に設置された。本部長は海軍大臣に隷属した。
ワシントン海軍軍縮条約の締結に伴う海軍の規模縮小により1923年（大正12年）4月1日に廃止され、その業務は新たに設置した海軍省教育局に引き継がれた。

## 年譜
- 1900年5月20日 海軍教育本部設置。海軍大学校、海軍兵学校、海軍機関学校、砲術練習所、水雷術練習所、機関術練習所を管轄。
- 1907年9月23日 同年4月に練習所から改編新設した海軍砲術学校、海軍水雷学校、海軍工機学校を管轄。
- 1914年5月 運用術練習艦を横須賀鎮守府司令長官隷下とする。
- 1918年8月15日 海軍経理学校、海軍軍医学校を管轄。
- 1923年4月1日 廃止。同日、海軍省教育局を設置。

## 歴代本部長
- 諸岡頼之 少将：1900年5月20日 -
- 松永雄樹 少将：1901年7月3日 -
- 上村彦之丞 中将：1903年9月5日 -
- 有馬新一 中将：1903年10月27日 -
- （兼）斎藤実 中将：1905年2月7日 -
- 三須宗太郎 中将：1905年11月7日 -
- （兼）坂本俊篤 中将：1906年2月2日 -
- 出羽重遠 中将：1906年11月22日 - 1908年5月26日
- 有馬新一 中将：1908年5月26日 - 8月28日
- 坂本俊篤 中将：1908年8月28日 - 1912年12月1日
- 吉松茂太郎 中将：1912年12月1日 - 1914年3月25日
- 島村速雄 中将：1914年3月25日 - 1914年4月22日
- 名和又八郎 中将：1914年4月22日 - 1915年2月5日
- 加藤定吉 中将：1915年2月5日 - 1916年12月1日
- 有馬良橘 中将：1916年12月1日 - 1917年4月6日
- 村上格一 中将：1917年4月6日 -
- 有馬良橘 大将：1919年12月1日 -
- 野間口兼雄 大将：1920年12月1日 - 1923年4月1日